# Kvalkved-slægten
Kvalkved-slægten (Viburnum) er en planteslægt med 150-175 arter af buske eller (nogle få arter) træer. Slægten blev tidligere henregnet til gedeblad-familien, men genetiske undersøgelser under Angiosperm Phylogeny Group har vist, at den rettelig hører hjemme i desmerurt-familien.
Arterne er udbredt over hele den tempererede del af den nordlige halvkugle med nogle få forposter i Sydamerikas og Sydøstasiens bjerge. I Afrika når slægten kun frem til Atlasbjergene.
Bladene er modsatte og hele med tandede eller lappede rande. Arter fra køligt tempererede områder er løvfældende, mens arter fra varmt tempererede egne er stedsegrønne. Visse arter er dækket af et tæt lag af stjernehår på skud og blade.
Blomsterne bæres i 5-15 brede halvskærme, hvor de enkelte blomster er cremefarvede, hvide eller lyserøde og ganske små. Blomsterne er 5-tallige, og hos nogle arter er de stærkt duftende. Frugtanlægget har tre frugtblade med nektarkirtlerne oven på frugtknuden. Hos nogle arter findes der en bræmme af store, meget synlige, men sterile blomster langs yderkanten af halvskærmen, hvor de skal tiltrække bestøvende insekter.
Frugterne er kuglerunde, ovale eller lidt fladtrykte stenfrugter, der er røde, violette, blå eller sorte ved modenhed. Frugterne indeholder hver ét enkelt frø. De ædes af bl.a. af fugle, og visse af dem er spiselige for mennesker, selv om mange er mildt giftige. Bladene ædes ofte af sommerfuglelarver.
| Beskrevne arter og hybrider |

- Arter
  - Almindelig kvalkved (Viburnum opulus) – Ulvsrøn
  - Dværgsnebolle (Viburnum davidii)
  - Japansk snebolle (Viburnum plicatum)
  - Kejserbusk (Viburnum farreri)
  - Pibekvalkved (Viburnum lantana)
  - Rynkeblad (Viburnum rhytidophyllum)

- Hybrider
  - Velduftende snebolle (Viburnum x carlcephalum)
  - Viburnum x burkwoodii

| Andre arter |

| - Viburnum acerifolium - Viburnum atrocyaneum - Viburnum betulifolium - Viburnum bitchiuense - Viburnum bracteatum - Viburnum buddleifolium - Viburnum burejaeticum - Viburnum calvum - Viburnum carlesii - Viburnum cassinoides - Viburnum cinnamonifolium - Viburnum cordifolium - Viburnum corylifolium - Viburnum cotinifolium - Viburnum cylindricum - Viburnum dasyanthum - Viburnum davidii - Viburnum dentatum - Viburnum dilatatum - Viburnum edule | - Viburnum ellipticum - Viburnum erosum - Viburnum erubescens - Viburnum farreri - Viburnum foetens - Viburnum foetidum - Viburnum furcatum - Viburnum grandiflorum - Viburnum harryanum - Viburnum henryi - Viburnum hirtum - Viburnum hupehense - Viburnum ichangense - Viburnum jackii - Viburnum japonicum - Viburnum kansuense - Viburnum lantanoides - Viburnum lentago - Viburnum lobophyllum - Viburnum macrocephalum | - Viburnum molle - Viburnum mongolicum - Viburnum mullaha - Viburnum nudum - Viburnum odoratissimum - Viburnum opulus - Viburnum orientale - Viburnum phlebotrichum - Viburnum plicatum - Viburnum propinquum - Viburnum prunifolium - Viburnum rafinesquianum - Viburnum recognitum - Viburnum rhytidophyllum - Viburnum rigidum - Viburnum rufidulum - Viburnum sargentii - Viburnum schensianum - Viburnum sempervirens - Viburnum setigerum | - Viburnum sieboldii - Viburnum suspensum - Viburnum sympodiale - Viburnum ternatum - Viburnum tinus - Viburnum trilobum - Viburnum urceolatum - Viburnum utile - Viburnum veitchii - Viburnum venosum - Viburnum wilsonii - Viburnum wrightii |

## Fodnoter
1. ↑  Germplasm Resources Information Network: Viburnum Arkiveret 5. juni 2011 hos  Wayback Machine (engelsk)

## Eksternt link
- Slægten Viburnums Arkiveret 24. juni 2016 hos  Wayback Machine systematik, målt på grønkorn-DNA. (engelsk)